# Ministarstvo obitelji, branitelja i međugeneracijske solidarnosti Republike Hrvatske
Ministarstvo obitelji, branitelja i međugeneracijske solidarnosti bilo je središnje tijelo državne uprave u Republici Hrvatskoj koje je u razdoblju između 2003. do 2011. obavljalo upravne i stručne poslove koji se odnose na:
- pravni položaj, rješavanje pravnog položaja i drugih pitanja hrvatskih ratnih vojnih invalida iz Domovinskog rata i mirnodopskih vojnih invalida, razvojačenih branitelja i članova njihovih obitelji, te obitelji poginuloga, umrloga, zatočenog ili nestaloga hrvatskog branitelja, osim onih poslova koji ulaze u djelokrug drugih ministarstava.
- pitanja posmrtne dodjele i promicanja, odnosno dodjele i promicanje u činove oružanih snaga Republike Hrvatske poginulih, umrlih, zatočenih ili nestalih hrvatskih branitelja, odnosno hrvatskih ratnih vojnih invalida iz Domovinskog rata, sukladno posebnim propisima.
- zbrinjavanje i pomoć prognanicima, izbjeglicama i povratnicima za njihov povratak.

Ministarstvo obavlja stručne poslove savjetovanja i prevencije koji se odnose na: 
- brak i smanjenje razvoda brakova;
- smanjenje pobačaja;
- međusobne odnose roditelja i djece;
- uzdržavanje i druge okolnosti u obitelji koje traže stručnu potporu i pomoć;
- odgoj djece;
- posvojenje;
- prevenciju svih oblika ovisnosti kod djece i mladeži;
- probleme s invalidnošću;
- uključivanje u svakodnevni život nakon duljeg boravka u odgojnoj ustanovi;
- poticanje odgovornog roditeljstva i skrbi o članovima obitelji;
- podizanje kvalitete života djece, mladeži i obitelji;
- organiziranje učenja djeteta; smještaj u predškolske ustanove;
- poticanje razvoja programa rada u zajednici, volonterskog rada i rada udruga građana koje su potpora roditeljima, obitelji, djeci, mladeži i drugim socijalno osjetljivim skupinama stanovništva;
- poticanje unapređenja kvalitete obiteljskog života i promicanje obiteljskih vrijednosti; promicanje prava osoba s invaliditetom, podizanje kvalitete obiteljskog života osoba s invaliditetom i razvoja izvaninstitucijskih oblika skrbi za osobe s invaliditetom;
- praćenje provedbe mjera obiteljske i populacijske politike kao i drugih nacionalnih dokumenata vezanih uz djecu i mladež te osobe s invaliditetom;
- odlučivanje o osnivanju obiteljskih centara;
- utvrđivanje mreže obiteljskih centara i usklađivanje njihovog djelovanja;
- obavljanje stručnog i inspekcijskog nadzora nad radom obiteljskih centara;
- poticanje i osnivanje savjetovališta za djecu, mladež, obitelj, osobe s invaliditetom i žrtve obiteljskog nasilja te obavljanje stručnog i inspekcijskog nadzora nad njihovim radom;
- proučavanje i istraživanje suvremenih problema obitelji, djece i mladeži, pružanje preventivno-terapijske pomoći;
- organiziranje i provedbu edukacije iz djelokruga obitelji i odnosa unutar obitelji;
- obavljanje poslova promidžbe i informiranja te tiskanja i distribucije publikacija iz svog djelokruga;
- nadzor i praćenje primjene propisa o doplatku za djecu, rodiljnim dopustima i naknadama, pomoći za opremu novorođenog djeteta te drugih propisa iz djelokruga obitelji;
- predlaganje unapređenja i usklađivanja propisa iz svog djelokruga s odgovarajućim nacionalnim i međunarodnim dokumentima i drugim propisima te postupanje po preuzetim međunarodnim konvencijama o zaštiti interesa i prava djece, mladeži, obitelji i osoba s invaliditetom;
- međunarodnu suradnju, te obavljanje drugih stručnih poslova iz djelokruga obitelji.

Godine 2011. Ministarstvo je podijeljeno na dva zasebna ministarstva:
- Ministarstvo socijalne politike i mladih,
- Ministarstvo branitelja.

## Poveznice
- Državna uprava u Hrvatskoj